# Nombre de Ruark
El nombre de Ruark és un nombre adimensional usat en mecànica de fluids. és l'invers del nombre d'Euler i, per tant, avalua la relació que hi ha entre les densitats energètiques degudes a la força de la inèrcia i la degudes a la pressió, per unitat de volum del fluid.
Es defineix de la següent forma:
{\displaystyle Ru={\frac {\rho u^{2}}{p}}}
on:
- {\displaystyle \rho =} és la densitat del fluid
- {\displaystyle u=} és la velocitat del fluid
- {\displaystyle p=} és la pressió del fluid.